# 남태령역
남태령역(Namtaeryeong station, 南泰嶺驛)은 서울특별시 서초구 방배동에 있는 수도권 전철 4호선의 전철역이다. 4호선 중 서울특별시 구간 및 서울교통공사 관할 최남단 역으로, 이 역에서 남쪽으로는 한국철도공사의 과천선 구간이다.

## 역사
- 1994년 4월 1일: 과천선 개통과 동시에 영업 개시
- 2004년: 역 등급 폐지
- 2005년 12월 15일: 경사형 엘리베이터 설치
- 2009년 11월 말: 스크린도어 설치

## 구조
1면 2선의 섬식 승강장이며, 스크린도어가 설치돼 있다. 출구는 4개이다.

### 선바위역방면 선로의 특이 사항
이 역과 선바위역 사이에는 입체 교차 터널이 있으며 직류-교류 절연 구간이 있다. 이는 선바위역이 과천선과 직접 연결되어 있어 통행 방식과 전력 공급 방식을 변경해야 하기 때문이다.

### 승강장
| 사당 ↑   |
| 하 상 \| |
| ↓ 선바위 |

| 상행 | ● 수도권 전철 4호선 | 사당·이촌·불암산·진접 방면     |
| 하행 | ● 수도권 전철 4호선 | 금정 · 산본·안산 · 오이도 방면 |

## 주변
- 남태령
- 서울전자고등학교
- 전원마을
- 우신운수 차고지
- 남현동
- 수도방위사령부

## 사진

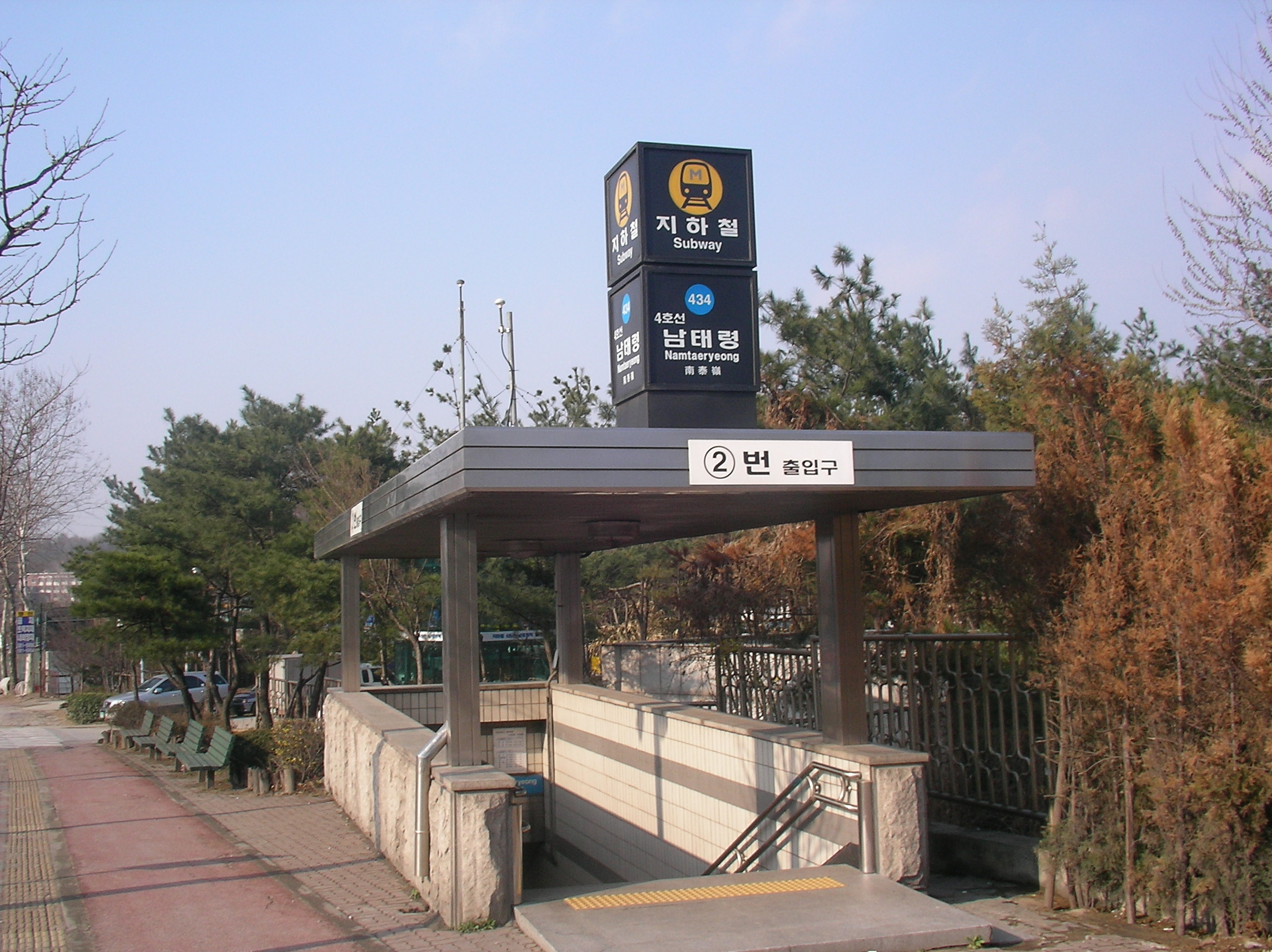
2번 출구
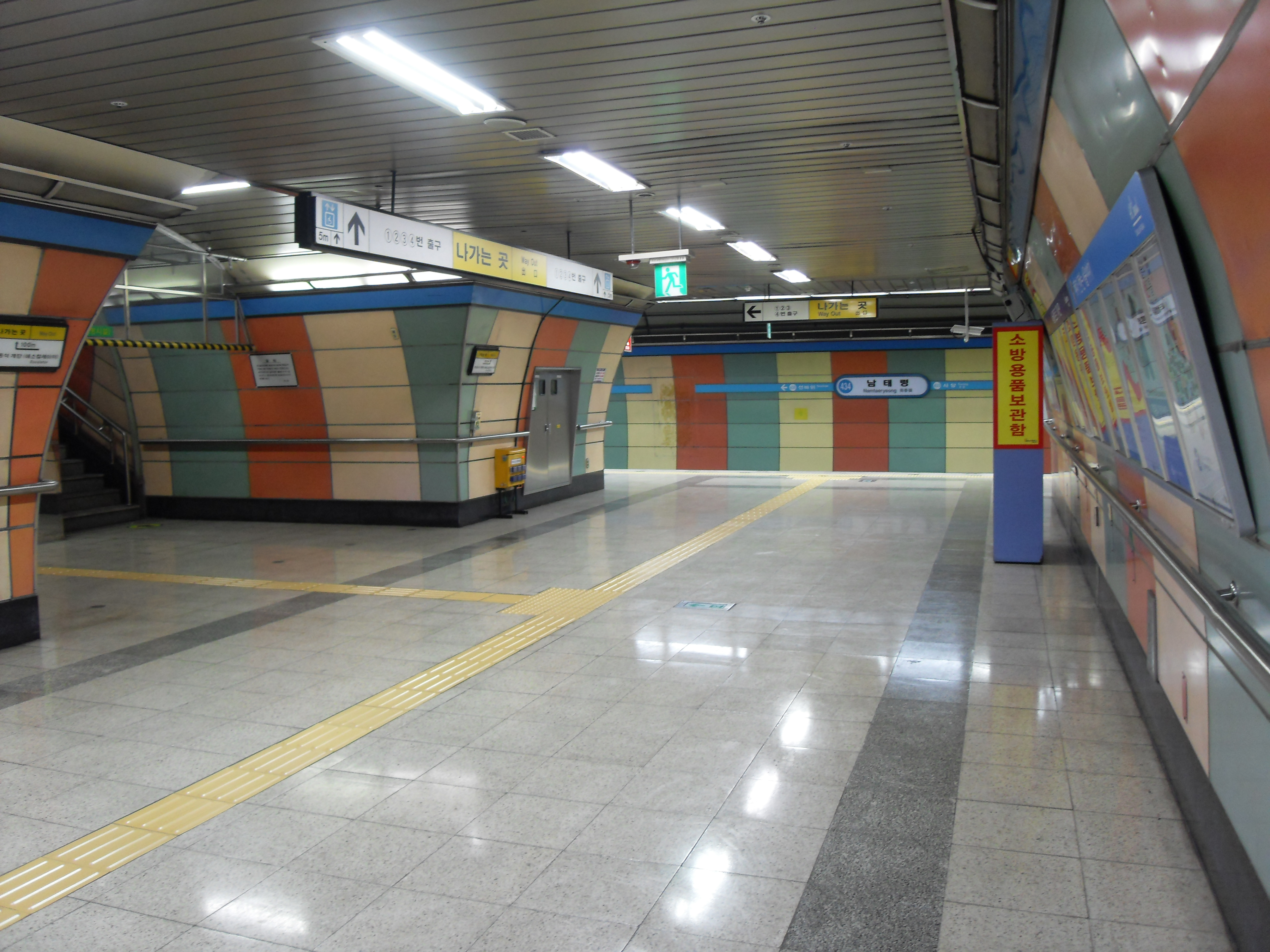
반대편 승강장으로 갈 수 있는 통로
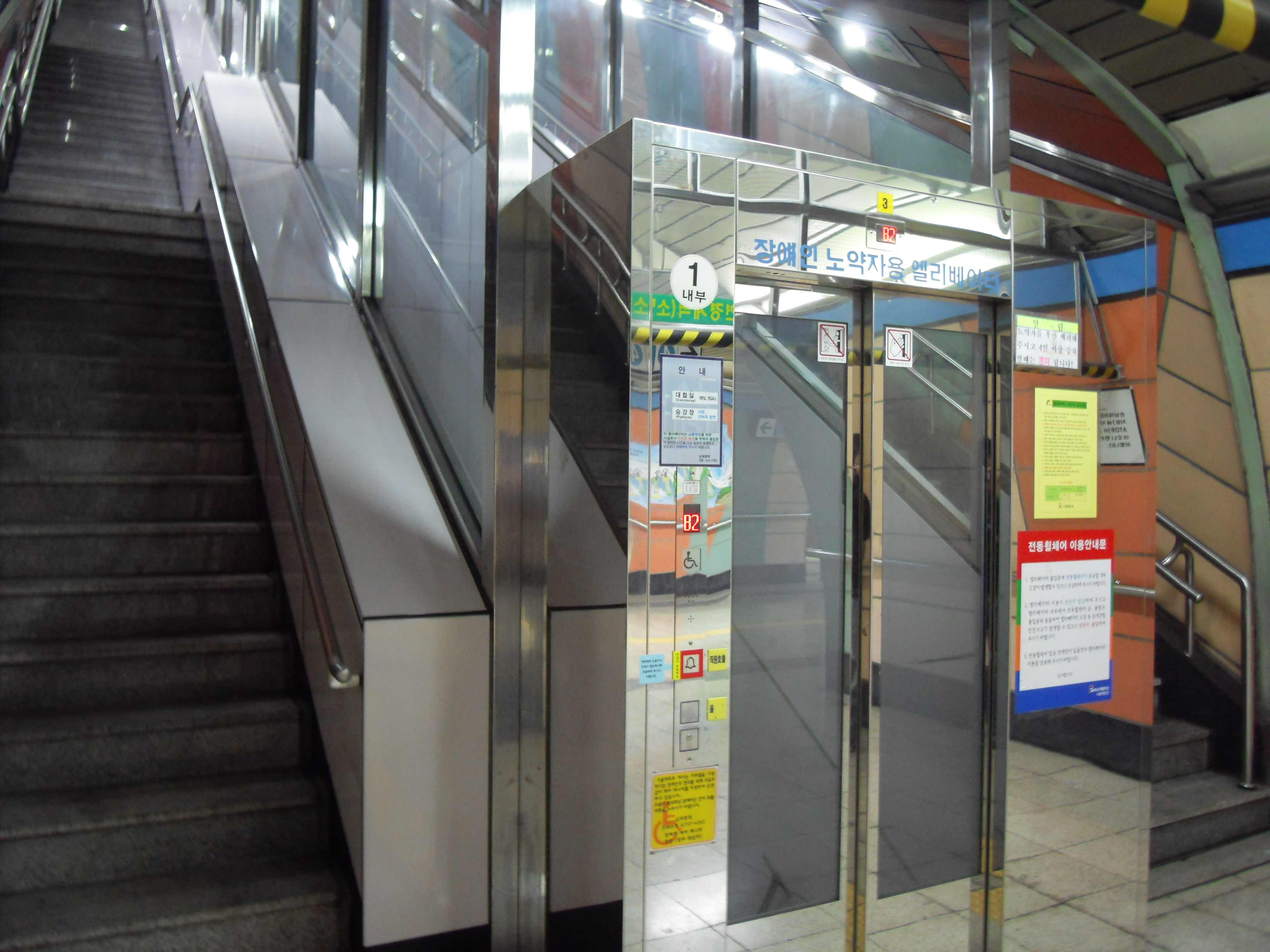
경사형 엘리베이터

## 이용객 변동
| 노선  | 노선   | 일평균 인원수 (명/일) | 일평균 인원수 (명/일) | 일평균 인원수 (명/일) | 일평균 인원수 (명/일) | 일평균 인원수 (명/일) | 일평균 인원수 (명/일) | 일평균 인원수 (명/일) | 일평균 인원수 (명/일) | 일평균 인원수 (명/일) | 일평균 인원수 (명/일) | 각주  |
| 노선  | 노선   | 2000년                | 2001년                | 2002년                | 2003년                | 2004년                | 2005년                | 2006년                | 2007년                | 2008년                | 2009년                | 각주  |
| ----- | ------ | --------------------- | --------------------- | --------------------- | --------------------- | --------------------- | --------------------- | --------------------- | --------------------- | --------------------- | --------------------- | ----- |
| 4호선 | 승차   | 1,564                 | 1,627                 | 1,557                 | 1,480                 | 1,347                 | 1,193                 | 1,145                 | 1,144                 | 1,091                 | 1,147                 | [ 1 ] |
| 4호선 | 하차   | 1,405                 | 1,421                 | 1,392                 | 1,376                 | 1,280                 | 1,158                 | 1,093                 | 1,105                 | 1,030                 | 976                   | [ 1 ] |
| 4호선 | 승하차 | 2,969                 | 3,048                 | 2,949                 | 2,856                 | 2,627                 | 2,352                 | 2,237                 | 2,250                 | 2,121                 | 2,123                 | [ 1 ] |
| 노선  | 노선   | 2010년                | 2011년                | 2012년                | 2013년                | 2014년                | 2015년                | 2016년                | 2017년                | 2018년                |                       | [ 1 ] |
| 4호선 | 승차   | 1,316                 | 1,380                 | 1,440                 | 1,404                 | 1,317                 | 1,212                 | 1,662                 | 2,703                 | 3,502                 |                       | [ 1 ] |
| 4호선 | 하차   | 1,000                 | 996                   | 1,061                 | 1,079                 | 1,078                 | 945                   | 1,099                 | 1,178                 | 1,211                 |                       | [ 1 ] |
| 4호선 | 승하차 | 2,316                 | 2,376                 | 2,501                 | 2,483                 | 2,396                 | 2,157                 | 2,761                 | 3,881                 | 4,713                 |                       | [ 1 ] |

승하차수가 수도권 전철 4호선 전체에서 가장 적은 역이다.

## 인접한 역
| 서울 지하철 4호선 · 과천선 | 서울 지하철 4호선 · 과천선 | 서울 지하철 4호선 · 과천선 |
| -------------------------- | -------------------------- | -------------------------- |
| 433 사당 진접 방면         | ● 수도권 전철 4호선        | 435 선바위 오이도 방면     |

## 같이 보기
- 과천선
- 서울 지하철 4호선
- 수도권 전철 4호선